# Concerviano
Concerviano – miejscowość i gmina we Włoszech, w regionie Lacjum, w prowincji Rieti.
Według danych na rok 2004 gminę zamieszkiwało 388 osób, 18,5 os./km².